# Larry Winn

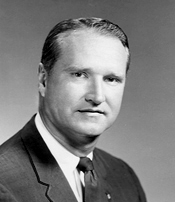
Larry Winn

Edward Lawrence „Larry“ Winn Jr. (* 22. August 1919 in Kansas City, Missouri; † 31. Dezember 2017 in Prairie Village, Kansas) war ein US-amerikanischer Politiker. Zwischen 1967 und 1985 vertrat er den dritten Wahlbezirk des Bundesstaates Kansas im US-Repräsentantenhaus.

## Werdegang
Larry Winn besuchte die öffentlichen Schulen in Kansas City und studierte danach bis 1941 an der University of Kansas in Lawrence. Anschließend arbeitete er zwei Jahre lang für einen Radiosender in seiner Geburtsstadt sowie ebenfalls zwei Jahre für den Flugzeugbauer North American Aviation. Anschließend war er im Baugewerbe tätig. Zwischen 1950 und 1966 war er Vizepräsident der Winn-Rau Corp. Winn war 14 Jahre lang Direktor der National Association of Homebuilders (Nationale Vereinigung der Eigenheimbauherren); in Kansas war er Präsident dieser Vereinigung.
Politisch wurde Winn Mitglied der Republikanischen Partei. Bei den Kongresswahlen des Jahres 1966 wurde er im dritten Distrikt von Kansas in das US-Repräsentantenhaus in Washington, D.C. gewählt, wo er am 3. Januar 1967 die Nachfolge von Robert Fred Ellsworth antrat. Da er bei den folgenden acht Wahlen jeweils in seinem Mandat bestätigt wurde, konnte er bis zum 3. Januar 1985 neun zusammenhängende Legislaturperioden im Kongress absolvieren. In diese Zeit fielen die erste Mondlandung und die Watergate-Affäre. Im Jahr 1984 verzichtete er auf eine weitere Kandidatur.
Nach seiner Zeit im Kongress hat Larry Winn kein weiteres hohes politisches Amt mehr ausgeübt. Zuletzt lebte er hochbetagt in Prairie Village.